# Juan Nicasio Gallego
Juan Nicasio Gallego (14. prosince 1777, Zamora – 9. ledna 1853, Madrid) byl španělský kněz, politik, básník a překladatel, v jehož klasicistním díle je možno najít silné preromantické prvky.

## Život
Svá studia na několika univerzitách zakončil roku 1800 doktorátem v oboru filosofie a občanského a kanonického práva. Roku 1804 byl vysvěcen na kněze a roku 1805 se stal dvorním kaplanem. Spřátelil se s Juanem Meléndezem Valdésem a dalšími předromantickými básníky (Nicasio Álvarez de Cienfuegos, Manuel José Quintana). Pozornost na sebe obrátil roku 1808 elegiemi a vlasteneckými ódami, kterými podporoval boj proti francouzské okupaci Španělska. 

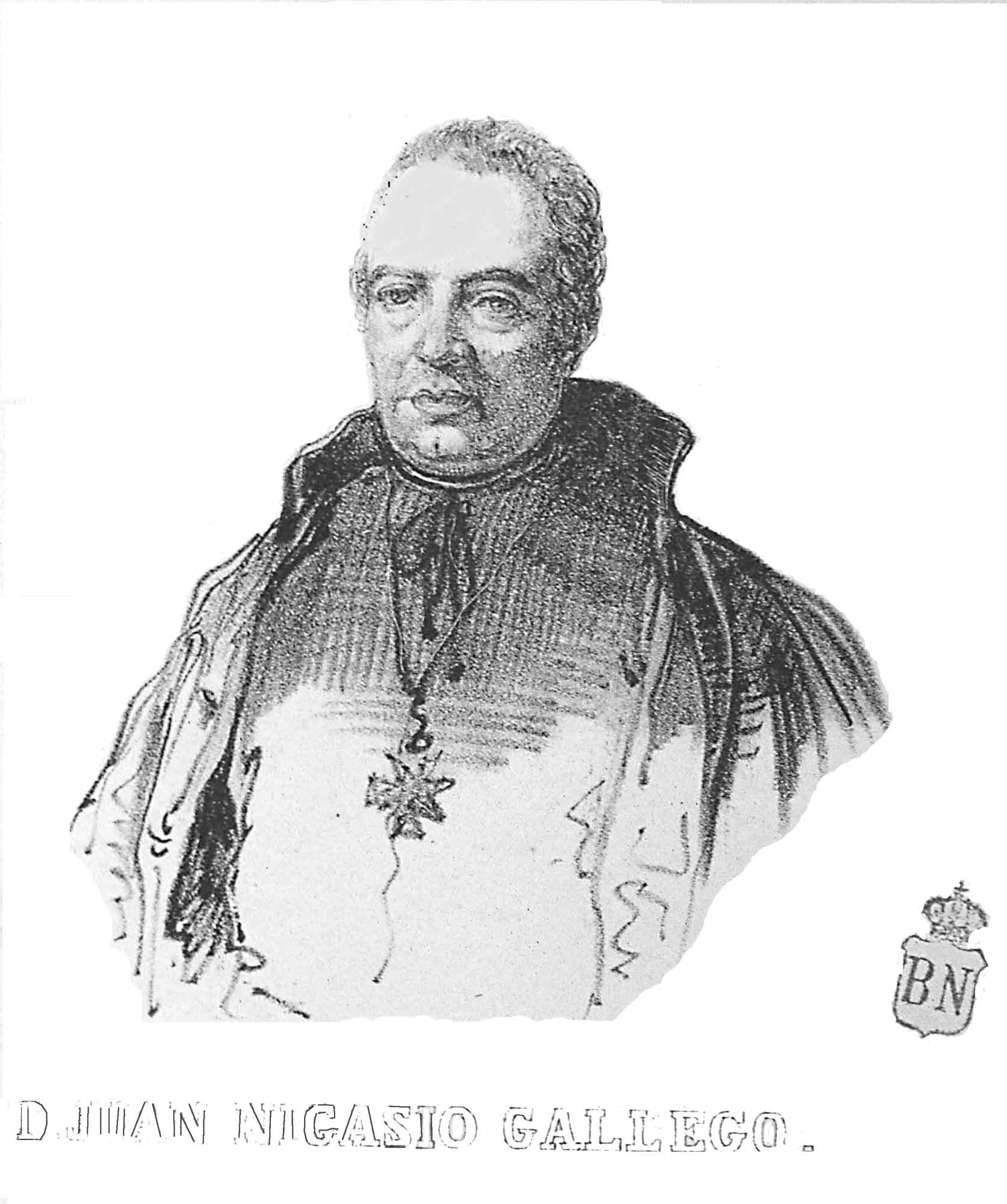
Juan Nicasio Gallego

Následně se přestěhoval do Cádizu a stal se poslancem cádizských generálních kortesů (španělský exilový parlament a vláda, která roku 1812 přijala ústavu). Po návratu krále Ferdinanda VII. na španělský trůn byl pro své liberální názory pronásledován, jeden a půl roku vězněn a čtyři roky strávil ve vyhnanství. Roku 1820 byl omilostněn. Byl jmenován arciděkanem ve Valencii a kanovníkem v Seville a později státním radou. Stal se také členem královských akademií Real Academia de Bellas Artes de San Fernando a Real Academia Española.
Své básně (hlavně ódy, elegie a sonety) publikoval především časopisecky (například v Memorial Literario). Vyznačují se básnickou hloubkou a vřelostí citů, jejichž bouřlivé výlevy jsou mnohdy až romantické. Knižního vydání se dočkaly až po básníkově smrti roku 1854 jako Obras Poéticas (Básnická díla). Význam pro rozvoj španělského romantismu má jeho historická pověst El Conde de Saldaña (1826, Hrabě de Saldaña) a jeho překlad Ossianových zpěvů a Manzoniho románu Snoubenci.

## Výběrová bibliografie

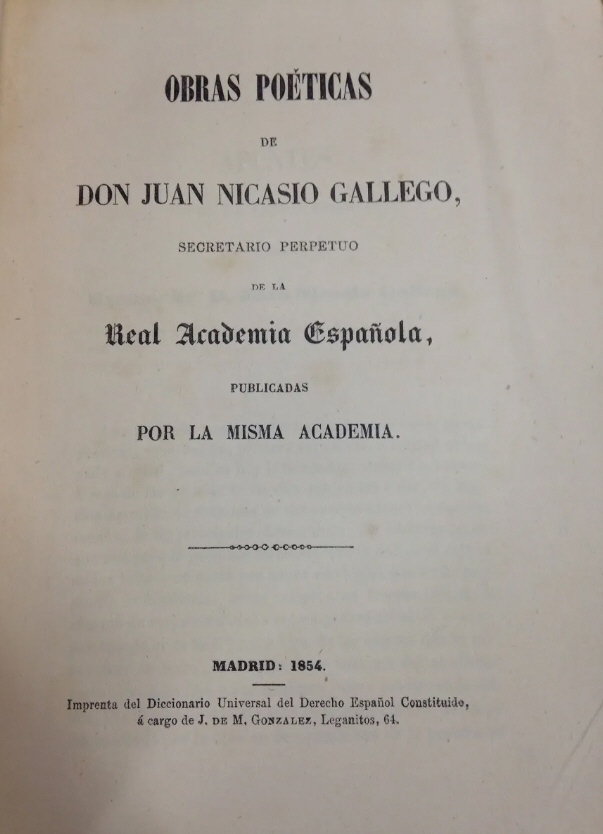
Obras Poéticas, posmrtně vydané autorovo básnické dílo z roku 1854

- A la defensa de Buenos Aires (1807, Na obranu Buenos Aires), óda oslavující obránce Buenos Aires, kterého se chtěli roku 1806 a 1807 zmocnit Angličané.
- El Dos de Mayo (1808, Na druhý máj), óda na 2. květen roku 1808, kdy začalo ve Španělsku povstání proti Francouzům.
- A la muerte del Duque de Fernandina (1816, Na smrt vévody z Fernandina), elegie
- A la muerte de la Reina de España doña Isabel de Braganza (1819, Na smrt španělské královny doni Isabely), elegie.
- El Conde de Saldaña (1826, Hrabě de Saldaña), historická pověst.
- A la muerte de la Duquesa de Frías (1830, Na smrt vévodkyně de Frias), elegie.
- Obras Poéticas (1854, Básnická díla), posmrtně vydané autorovo básnické dílo.